# Parafia św. Jana Chrzciciela w Izbicku
Parafia św. Jana Chrzciciela – rzymskokatolicka parafia w miejscowości Izbicko. Parafia należy do dekanatu Strzelce Opolskie w diecezji opolskiej. 

## Historia parafii
Parafia została utworzona w 1318. Mieści się przy ulicy Powstańców Śląskich. Prowadzą ją księża diecezjalni. Proboszczem jest ks. Józef Zura.

## Liczebność i zasięg parafii
Parafie zamieszkuje 2264 osób, zasięgiem duszpasterskim obejmuje ona miejscowości:
- Izbicko,
- Haleńsko,
- Henryków,
- Ligota Czamborowa,
- Otmice,
- Utrata.

### Szkoły i przedszkola
- Publiczna Szkoła Podstawowa w Izbicku,
- Publiczna Szkoła Podstawowa w Otmicach,
- Publiczne Przedszkole w Izbicku,
- Publiczne Przedszkole w Otmicach,
- Publiczne Przedszkole w Ligocie Czamborowej.

## Inne kościoły i kaplice
- Kościół św. Józefa Robotnika w Otmicach - kościół filialny,
- kaplica w klasztorze Zgromadzenia Sióstr św. Elżbiety, (CSSE).

## Duszpasterze po 1945 roku
- ks. Jan Czabon (proboszcz),
- ks. Paul Müller (proboszcz),
- ks. Józef Kampka (proboszcz),
- ks. Jan Barth (proboszcz),
- ks. Eryk Hachuła (wikary)[2],
- ks. Piotr Bałos (proboszcz)
- ks. Józef Zura (proboszcz)